# Telewizja interaktywna
Telewizja interaktywna – połączenie zaawansowanych metod przekazu łączących telewizję i innych formy komunikacji (sieć Internet, telefonię) w celu zaangażowania odbiorcy w transmitowane treści. 
Odbiorca może mieć wpływ na nadawane treści, tworzyć ramówkę stacji lub brać aktywnie udział w tworzeniu programu, jak również zadawać pytania prezenterom i ich gościom. Telewizja interaktywna zmienia tradycyjny model przekazywania pasywnego treści w model, gdzie odbiorca w głównej mierze decyduje co i jak chce oglądać.
Telewizja interaktywna może dostarczyć odbiorcy usługi typowe dla Internetu jak poczta elektroniczna, handel, usługi finansowe i programy na życzenie przez nadawane wraz z programem aplikacje np. w standardzie MHP.

## Polskie telewizje interaktywne
- aMazing TV - telewizja w ramach sieci Multimedia Polska
- 4fun.tv - interaktywno-muzyczna
- Pinotv - internetowa młodzieżowa
- iTTv - interaktywna telewizja internetowa z Lublina
- Com TV - telewizja internetowa górnośląska
- IcTV - internetowy kanał dla podróżników i odkrywców

### Dawniej
- iTV
- TVN Gra
- iTVP
- Lemon TV

## Polskie telewizje interaktywne platform
- Cyfra+ Gry
- Portal ITV
- Pogoda ITV
- nPortal
- Netia Player